# Aziz Salih al-Numan
Aziz Salih al-Numan (Nasiriya, 1 juli 1941 – Bagdad, 30 januari 2024) was de voorzitter van de Baathpartij in West-Bagdad. Aziz Salih al-Numan stond na de val van Saddam Hoessein op nummer 8 van de 55 meest gezochte Irakezen. Hij werd opgepakt op 22 juni 2003.
Al-Numan was tijdens het regime van Saddam Hoessein regionaal bestuurder en gouverneur van Najaf, Karbal en Bagdad. Volgens de sjiitische oppositiegroepering Skiren had Al-Numan een leidende rol in het neerslaan van de opstand van 1991. De groepering verklaarde Al-Numan te hebben verwond bij een aanslag in mei 2002 in zuid-Irak. 
Al-Numan overleed eind januari 2024 op 83-jarige leeftijd.